# Gerolamo Lino Moro

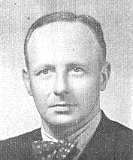

Gerolamo Lino Moro (Venezia, 12 febbraio 1903 – 13 maggio 1990) è stato un politico italiano, membro della Camera dei deputati nella I legislatura e del Senato nelle tre legislature successive.